# Dia Internacional do Idoso
O Dia Internacional do Idoso é uma celebração anual realizada em 1 de outubro desde 1991, proclamada pela Assembleia Geral das Nações Unidas em 1990.

## Proclamação
O Dia Internacional do Idoso foi proclamado pela Assembleia Geral das Nações Unidas em 14 de dezembro de 1990. A proclamação desse dia surgiu como parte dos esforços internacionais para aumentar a conscientização sobre os problemas e desafios enfrentados pelos idosos e, ao mesmo tempo, promover os direitos humanos e o bem-estar dessa população. Com essa designação, a ONU visa garantir a plena realização das liberdades fundamentais das pessoas idosas, destacando a importância de sua inclusão e participação ativa na sociedade.
Em 16 de dezembro de 1991, a Assembleia Geral adotou os Princípios das Nações Unidas para Pessoas Idosas, um conjunto de diretrizes destinadas a melhorar a qualidade de vida das pessoas idosas em todo o mundo. 1999 foi escolhido como o Ano Internacional do Idoso e, em 2002, a segunda Assembleia Mundial sobre o Envelhecimento adotou o Plano de Ação Internacional de Madri sobre o Envelhecimento. Esse plano foi elaborado, conforme os organizadores, para responder às oportunidades e aos desafios do envelhecimento populacional no século XXI e para promover o desenvolvimento de uma sociedade para todas as idades.

## Celebração
Esse dia é comemorado em 1 de outubro de cada ano. A data foi escolhida para coincidir com o início do mês, tradicionalmente dedicado à reflexão sobre o envelhecimento e suas implicações, como a relevância de promover biotecnologias inovadoras baseadas em evidências para prevenir os processos degenerativos do envelhecimento, prolongando assim vidas ativas e saudáveis. A primeira celebração oficial ocorreu em 1991. A cada ano, as atividades e os eventos organizados em torno dessa data variam, mas geralmente incluem conferências, debates, programas educacionais e campanhas de conscientização sobre os direitos dos idosos.

## Temas
- 1996: Os desafios para as pessoas idosas[10]
- 1997-2001: Rumo a uma sociedade para todas as idades[11][12][13][14]
- 2002: Enfrentando os desafios do envelhecimento: para onde vamos a partir daqui?[15]
- 2003: Integrando o envelhecimento: estabelecendo vínculos entre o Plano de Ação de Madri sobre o Envelhecimento e as Metas de Desenvolvimento do Milênio[16]
- 2004: Pessoas idosas em uma sociedade intergeracional[17]
- 2005: Enfoque na Pobreza, Mulheres Idosas e Desenvolvimento[18]
- 2006: Melhorando a Qualidade de Vida das Pessoas Idosas: Avançando nas Estratégias Globais da ONU[19]
- 2007: Desafios e oportunidades do envelhecimento[20]
- 2008: Os direitos das pessoas com idade avançada[21]
- 2009: Comemoração do 10º aniversário do Ano Internacional das Pessoas Idosas: rumo a uma sociedade para todas as idades[22][23]
- 2010: As pessoas idosas e a realização dos Objetivos de Desenvolvimento do Milênio[24]
- 2011: Lançamento de Madri+10: As crescentes oportunidades e desafios do envelhecimento global[25]
- 2012: Longevidade: moldando o futuro[26]
- 2013: O futuro que queremos — O que as pessoas mais velhas estão dizendo[27]
- 2014: Não deixando ninguém para trás: promovendo uma sociedade para todos[28]
- 2015: Sustentabilidade e inclusão da idade no ambiente urbano[29]
- 2016: Tome uma posição contra o preconceito de idade[30]
- 2017: Caminhando para o futuro: aproveitando os talentos, as contribuições e a participação de pessoas mais velhas na sociedade[31]
- 2018: Celebrando os Campeões dos Direitos Humanos dos Idosos[32]
- 2019: A jornada para a igualdade de idade[33]
- 2020: Pandemias: elas mudam a nossa maneira de lidar com a idade e o envelhecimento?[34]
- 2021: Equidade digital para todas as idades[35]
- 2022: A resiliência e as contribuições das mulheres idosas[36]
- 2023: Cumprir as promessas da Declaração Universal dos Direitos Humanos para as pessoas mais velhas: entre todas as gerações[37]